# 弓形

弓形

圓上的一條直線把圓分割成兩部分，所得的兩部分都稱為弓形，因它們的形狀似弓而得名。其中面積比較大的部分稱為優弓形，而另一部分則稱為劣弓形。
弓形是一個非正式用語。如沒有特別指明，弓形通常指的是加上弦後面積不包含圓心的那一部分（即劣弓形）。